# Rhopalum
Rhopalum ist eine Gattung der Grabwespen (Spheciformes) aus der Familie Crabronidae. Sie ist weltweit verbreitet, es  sind etwa 110 Arten bekannt. 17 Arten treten in der Paläarktis auf, in Europa kommen fünf Arten vor, sämtliche auch in Mitteleuropa.

## Merkmale
Die kleinen, schlanken, schwarzen Grabwespen, haben teilweise einen rot gefärbten Hinterleib. Das erste Hinterleibssegment ist charakteristisch stielartig ausgezogen, am Ende jedoch keulenförmig verbreitert.

## Lebensweise
Da die Weibchen der meisten Arten verengte Pygidialplatten haben, wird davon ausgegangen, dass die Nester in Zweigen oder oberirdischen Hohlräumen angelegt werden. Die europäischen Arten nisten in hohlen oder markhaltigen Stängeln. Je nach Durchmesser des Stängels werden die Zellen hintereinanderliegend angelegt, oder zweigen von einem gewundenen Gang mit kurzen Seitengängen ab. Alte Nester werden häufig wiederverwendet. Aus Australien ist eine Art bekannt, die ein breites Pygidialfeld besitzt, diese nistet im Boden. Die Brut wird in der Regel mit kleinen Zweiflüglern, insbesondere Zuckmücken (Chironomidae), aber auch Staubläusen und Blattläusen, seltener auch geflügelten Ameisen und Blattflöhen der Familie Psyllidae oder Kleinschmetterlingen versorgt. Die Eiablage erfolgt entweder an den ersten beiden oder dem letzten Beutetier. Die Verpuppung erfolgt
in einem weichen, bräunlichen Kokon, dessen Oberfläche rau ist, umgeben von den Chitinresten der Beutetiere.

## Arten (Europa)
- Rhopalum austriacum (Kohl 1899)
- Rhopalum beaumonti Moczar 1957
- Rhopalum clavipes (Linnaeus 1758)
- Rhopalum coarctatum (Scopoli 1763)
- Rhopalum gracile Wesmael 1852

## Belege